# Валериан (Прибичевич)
Епископ Валериан (серб. Епископ Валеријан, в миру Василие Прибичевич, серб. Василије Прибићевић; 25 апреля 1870, Хрватска-Дубица, Бановина — 10 июля 1941, Сплит) — епископ Сербской православной церкви, епископ Сремский.

## Биография
Окончил с отличием гимназию в Раковце близ Карловец. Уехал в Россию, где в 1893 году окончил Киевскую духовную академию со степенью кандидата богословия.
После двух лет преподавательства в монашеской школе в Монастыре Хопово, 8 мая 1894 года в Монастыре Крушедол был пострижен в монашество с именем Валериан.
С 1897 года был наставником Сербской гимназии в Константинополе.
По возвращении из Константинополя на родину, был настоятелем монастыря, затем снова обратился к Сербии и его назначили ректором Призренской духовной семинарии.
Изучал в Вене и Лейпциге изучал греческий язык и византологию.
Патриарх Карловацкий, ввиду влияния, которое имел брат Прибичевича, редактор распространенной Загребской газеты «Србобран», дал Валериану место профессора в Карловацкой духовной семинарии.
Подвергался нападкам австро-венгерских властей за своё русофильство. В ещё большей мере отличался верностью интересам сербства. В 1899 году был уволен со службы, так как написал приветственную телеграмму по поводу возвращения в Сербию короля Милана Обреновича. В 1909 году на печально известном процессе «государственных изменников» в Загребе был осуждён на двенадцать лет тюрьмы.
После Первой мировой войны регулярно избирался народным депутатом до известных событий 6 января 1929 года, когда была распущена Народная Скупщина и установлена абсолютная власть короля Александра I Карагеоргиевича.
В течение многих лет архимандрит Валериан был настоятелем Монастыря Язак, и, находясь на этой должности, был 8 декабря 1939 года избран викарным епископом Сремским.
28 января 1940 года в Сремских Карловцах состоялась его епископская хиротония. Хиротонию совершили Патриарх Сербский Гавриил, митрополит Скопский Иосиф (Цвийович) и епископ Злетовско-Струмичский Викентий (Проданов). Будучи викарным епископом, оставлен управлять Монастырём Язак.
Скончался 10 июля 1941 года в Монастыре святого Саввы в Сплите, где и был похоронен. После Второй мировой войны его прах был перенесён в Монастырь Язак и захоронён близ монастырской церкви.